# رايموند دي فارد
رايموند دي فارد (بالهولندية: Raymond de Waard)‏ هو لاعب كرة قدم هولندي في مركز الوسط، ولد في 27 مارس 1973 في روتردام في هولندا. لعب مع إي زد ألكمار.

## وصلات خارجية
- رايموند دي فارد على موقع قاعدة بيانات كرة القدم.إي يو (الإنجليزية)
- رايموند دي فارد على موقع Soccerbase.com (لاعب) (الإنجليزية)